# Sakamoto-shuku

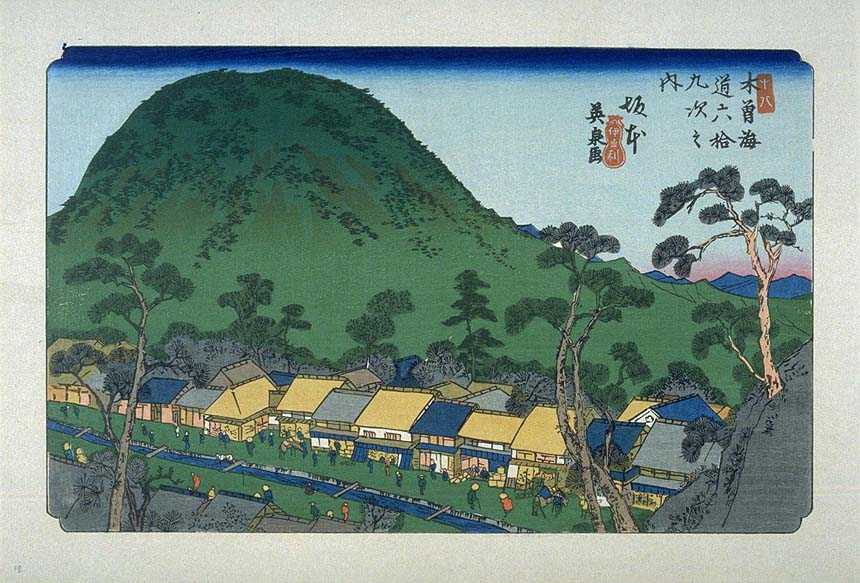
Sakamoto-shuku, estampe de Keisai Eisen de la série Les Soixante-neuf Stations du Kiso Kaidō.

Sakamoto-shuku (坂本宿, Sakamoto-shuku) était la dix-septième des soixante-neuf stations du Nakasendō. Elle est située dans la ville moderne d'Annaka, préfecture de Gunma au Japon.

## Histoire
Sakamoto-shuku se trouve à l'entrée est du col d'Usui. Durant l'époque d'Edo, il y avait en tout quatre honjin et honjin secondaires. Il existait en outre 40 autres bâtiments à l'usage des voyageurs, ce qui en faisait une station du Nakasendō relativement importante.

## Stations voisines
Nakasendō
Matsuida-shuku – Sakamoto-shuku – Karuisawa-shuku